# Yeo Seung-won
Yeo Seung-won ou 여승원 est un joueur de football sud-coréen, né le 1er mai 1984. Il évolue au poste d'attaquant.
Il a joué 33 matchs en 1re division sud-coréenne avec le Gwangju Sangmu Football Club et 16 matchs dans ce même championnat avec l'Incheon United.

## Carrière
- 2004-2005 :  Incheon United
- 2006-2007 :  Gwangju Sangmu Phoenix
- 2008 :  Incheon United
- 2009 :  Busan Kyotong
- 2010 :  Suwon Samsung Bluewings
- 2011 :  Daejeon KNHNP